# Eau Pleine (condado de Portage, Wisconsin)
Eau Pleine es un pueblo ubicado en el condado de Portage en el Estado de los Estados Unidos de Wisconsin. En el Censo de 2010 tenía una población de 908 habitantes y una densidad poblacional de 6,12 personas por km².

## Geografía
Eau Pleine se encuentra ubicado en las coordenadas 44°39′20″N 89°45′1″O / 44.65556, -89.75028. Según la Oficina del Censo de los Estados Unidos, Eau Pleine tiene una superficie total de 148.36 km², de la cual 140.78 km² corresponden a tierra firme y (5.11%) 7.58 km² es agua.

## Demografía
Según el censo de 2010, había 908 personas residiendo en Eau Pleine. La densidad de población era de 6,12 hab./km². De los 908 habitantes, Eau Pleine estaba compuesto por el 97.8% blancos, el 0.11% eran afroamericanos, el 0.11% eran amerindios, el 0.11% eran asiáticos, el 0% eran isleños del Pacífico, el 0.44% eran de otras razas y el 1.43% pertenecían a dos o más razas. Del total de la población el 1.76% eran hispanos o latinos de cualquier raza.